# 伍代参平
伍代 参平（ごだい さんぺい、1958年〈昭和33年〉8月29日 - ）は、日本の元俳優、元子役、タレント。本名および旧芸名、藤江 喜幸（）。
愛媛県八幡浜市出身。堀越高等学校卒業。アワーズに所属していた。

## 略歴
3歳まで愛媛で過ごし、一家で神奈川県川崎市へ転居。4人兄弟の長男で、幼稚園に入園できない年代であることから、5歳で劇団日本児童に入団する。のちに劇団いろはに移籍し、1966年、特撮テレビドラマ『快獣ブースカ』（日本テレビ）のチョロ吉役でデビューする。『快獣ブースカ』終了後は『コメットさん』などのテレビドラマに出演。
1969年、テレビドラマ『柔道一直線』（TBS）に、吉沢京子演じる高原ミキの弟・高原三平役でレギュラー出演。当時の紹介記事では「はじめは恥ずかしかったけど、すっかり慣れました。（劇中で）なぞなぞを出してますが、本当は得意じゃないです」と述べている。
その後、『繭子ひとり』（NHK）などの数々のドラマや映画に出演、名子役として活躍する。1976年には『忍者キャプター』（東京12チャンネル）において、大山昇（金忍キャプター5）役でレギュラー出演。
1978年、『ナッキーはつむじ風』（TBS）出演中に芸名を「伍代 参平」と改める。
1982年には『大戦隊ゴーグルファイブ』（ANB）で、黄島太（ゴーグルイエロー）役で再びヒーロー役を演じた。プロデューサーの鈴木武幸は、伍代を起用した理由について「メンバーの中に『秘密戦隊ゴレンジャー』のキレンジャーのような三枚目タイプを入れてみようと思ったから」と語っている。
その後は、俳優のほか、フジテレビ系『美味しんぼ倶楽部』のリポーターや、バラエティ番組などに活動の場を広げた。
しかし、2003年のテレビ神奈川でのリポーターの仕事を最後に仕事が途切れてしまい、やむをえず渋谷でペンキ屋をやっていたところヘルニアを患ってしまう。友人の紹介で関西に行き、幸いヘルニアは治ったものの東京に戻っても仕事がない状態だった。そのためそのまま関西に在住し、兵庫県姫路市で広島風お好み焼きの料理人となる。2006年当時のインタビューでは「いつ仕事がきてもいいように、東京のプロダクションに籍を置いてあります」と語っていた。
その後忍者キャプターの共演者、泉敬太 / 風忍キャプター6役の佐藤宏之がファンに「参平に会いたいなぁ」と出雲大介 / 火忍キャプター7役の伴直弥の知人に話したらたまたま東京都新宿区四ツ谷の炉端焼き店で働いていることがわかり、佐藤の誕生日会をこの炉端焼き店で開催し、数十年振りに二人の再会がかなったとのこと。2017年12月24日で9年勤めたこの店を退社したとのこと。芸能活動も2012年ごろに引退したと佐藤が参加した特撮の座談会にて語っていた。

## 人物・エピソード
特技は、柔道（初段）。趣味は、帽子収集、料理。ヒーロー役を演じた『忍者キャプター』や『ゴーグルファイブ』では、アクションシーンの多くを自身で演じていた。
『忍者キャプター』で共演した伴大介は、伍代について「芸達者で、演技の資質が良いと思った」と述べている。また『ゴーグルファイブ』で共演した春田純一は、芸歴が長いので芝居が安定しており、役と同様の陽気な人物であったと証言している。

## 出演

### テレビドラマ
- 渥美清の泣いてたまるか  第4話「オールセーフ」（1966年、TBS）
- 快獣ブースカ（1966年 - 1967年、NTV） - チョロ吉 役
- ウルトラシリーズ（TBS）
  - ウルトラセブン 第7話「宇宙囚人303」（1967年） - 水島務 役
  - 帰ってきたウルトラマン（1971年）
    - 第1話「怪獣総進撃」 - 浩 役
    - 第25話「ふるさと地球を去る」 - 進 役
- コメットさん 第52話「突撃てるてる坊主」（1968年、TBS） - 五郎 役
- 無用ノ介 第5話「夕日と弓と無用ノ介」（1969年、NTV） - 大吉 役
- 東京バイパス指令 第28話「街の野獣」（1969年、NTV）
- 旅がらすくれないお仙 第38話「だめよ、さわらないで」（1969年、NET）
- 柔道一直線（1969年 - 1971年、TBS） - 高原三平 役
- 連続テレビ小説 / 繭子ひとり（1971年、NHK） - 田口洋平 役
- 東芝日曜劇場 / 父（1971年、TBS）
- 好き! すき!! 魔女先生（1971年 - 1972年、ABC） - 竜村正夫 役
- 超人バロム・1 第3話「恐怖の細菌魔人イカゲルゲ」（1972年、YTV） - 他校生番長 役
- 緊急指令10-4・10-10 第6話「アマゾンの吸血鬼」（1972年、NET） - 俊彦 役
- 仮面ライダーV3 第5話「機関銃を持ったヘビ人間!」、第6話「ハンマークラゲ出現! 放てV3の必殺わざ!!」（1973年、MBS） - 堀川守 役
- おもちゃ屋ケンちゃん（1973年 - 1974年、TBS） - ニンジン 役
- がんばれ!兄ちゃん（1973年、TBS） - 中村 役
- 微笑（1975年、NTV）
- 忍者キャプター（1976年 - 1977年、12CH） - 大山昇 / 金忍キャプター5 役
- 二十五年目の顔（1977年7月14日、NHK） - 品川大作 役
- 銭形平次  第577話「女親分と五人の子供」（1977年、CX） - 弥市 役
- 新・必殺仕置人 第36話「自害無用」（1977年、ABC） - 粂次 役
- 桃太郎侍 第57話「達磨と鬼神がやって来た!」（1977年、NTV） - 百助 役
- 太陽にほえろ!（NTV）
  - 第286話「悪意」（1978年） - 浪人生の少年 役
  - 第563話「たすけて!」（1983年） - 巡査
  - 第577話「探偵ゲーム」（1983年） - 探偵クラブのメンバー 役
- がんばれ! レッドビッキーズ（1978年、ANB）
- ナッキーはつむじ風（1978年 - 1980年、TBS） - 浜口　役※本作出演中に伍代参平に改名
- ゆうひが丘の総理大臣 第23話「合気道でぶっとばせ!」（1979年、NTV）
- コメットさん 第56話「ふるさと恋し七夕祭り」（1979年、TBS）
- 噂の刑事トミーとマツ （TBS）
  - 第14話「愛の酔拳オソ松失恋の恐怖」（1980年） - 鳴海タカシ 役
  - 第48話「マツもびっくり! 山びこ変身」（1980年） - 佐々木刑事 役
- 銀河テレビ小説 / 太郎の青春（1980年、NHK） - 大西土之介 役
- GOGO! チアガール（1980年 - 1981年、TBS） - 山下虎吉 役
- 土曜ワイド劇場（ANB）
  - 私は見た! 雨の中の殺人（1980年）
  - 西村京太郎トラベルミステリー 陸中海岸殺人ルート（1993年） - 田島刑事 役
- 俺はおまわり君  第3話「兎追う、俺の仕事は…」（1981年、NTV）
- 秘密のデカちゃん 第7話「署長マッサオ! 娘15の結婚宣言」（1981年、TBS）
- 大戦隊ゴーグルファイブ（1982年 - 1983年、ANB） - 黄島太 / ゴーグルイエロー 役
- 月曜ドラマランド （CX）
  - 長谷川町子の意地悪クッキー（1983年）
  - ヨイショ君（1985年）
  - おとぼけ駅員 キップくん2（1986年）
- 花王 愛の劇場 / 小春の春（1989年、TBS）
- 世にも奇妙な物語 / 闇の精霊たち（1990年、CX）
- ブースカ帰ったよ!（1997年、NHK-BS2） - チョロ吉 役

### 映画
- 明日は咲こう花咲こう（1965年8月14日、日活） - 子供 役
- 柔道一直線（1970年7月19日、東映） - 三平
- どぶ川学級（1972年12月19日、『どぶ川学級』製作上映委員会） - 明 役
- 潮騒（1975年4月26日、東宝）
- 男組（1975年9月20日、東映） - 長浜昇一 役
- 絶唱（1975年12月20日、東宝） - 吉原準平 役
- 忍者キャプター（1976年12月19日、東映まんがまつり） - 大山昇 / 金忍キャプター5 役
- 大戦隊ゴーグルファイブ（1982年3月13日、東映まんがまつり） - 黄島太 / ゴーグルイエロー 役

### その他のテレビ番組
- レンズはさぐる（NHK）
- 美味しんぼ倶楽部（1986年 - 1989年、CX） - リポーター
- スーパーカラオケ（1989年 - 1991年、CTC） - 司会
- たてながHAMA大国ナイト（1995年 - 1998年、TVK）
- 緑への歩み（1997年 - 2002年、TVK）
- ときめきちばチャンネル（CTC）

### ラジオ番組
- ミュージックキャラバン（TBSラジオ）
- さぼりの天才ラジオのつぼ （山梨放送ラジオ）